# Lexicometría
La lexicometría es el estudio cuantitativo del léxico, utilizando métodos estadísticos.

## Historia
La lexicometría nació del interés de lingüistas e historiadores por las ciencias informáticas emergentes en los años 1950 y 1960 y, desde un punto de vista teórico, refleja una atención prestada a los enfoques cuantitativos en las ciencias humanas (en particular, la historia cuantitativa ) y la búsqueda. para estructuras colectivas en el lenguaje, bajo la influencia del estructuralismo.   Se desarrolló en la historia de Francia en los años 1970 y 1980, y ocupó su lugar en el giro lingüístico de las ciencias humanas , en particular con los trabajos de Régine Robin  y los trabajos de historiadores como Antoine Prost, que Trabajó sobre el vocabulario de las proclamas electorales o medievalistas como Jean-Philippe Genet o Alain Guerreau.
Hereda la obra de lingüistas como Charles Muller, Étienne Brunet, y no es ajena a la escuela francesa de análisis de datos y a las herramientas desarrolladas en particular por Jean-Paul Benzécri (como el análisis factorial ). Después de un período general de declive de los métodos cuantitativos en las ciencias humanas en las décadas de 1980 y 1990, la lexicometría está regresando en el siglo XXI, como parte del desarrollo de las humanidades digitales, entre otros métodos de análisis de datos textuales.

## Ciencias relacionadas
- Análisis de datos textuales
- Humanidades digitales
- Lexicografía
- Lingüística computacional
- Logometria
- Estadística
- Estilometría
- Textometría